# Toy camera

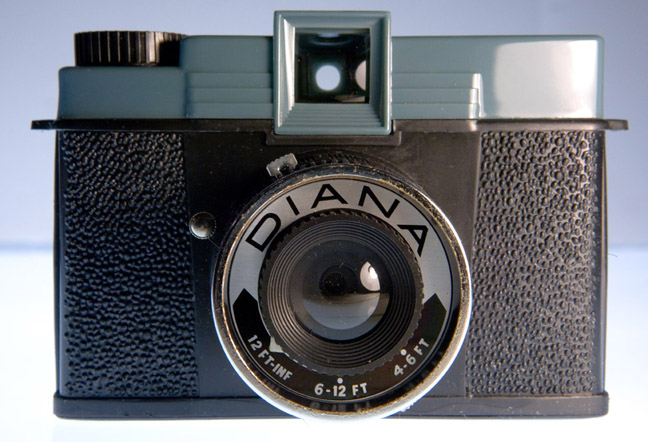
Primera versió de la Toy Camera Diana, produïda a la dècada dels 70.

Les Toy Camera o càmeres de joguina, són càmeres fotogràfiques amb format analògic que compten amb una lent simple, aquestes càmeres estan habitualment fetes de plàstic barat, i és per aquest motiu que el seu preu de venda al públic és també barat.
Des dels seus inicis a la dècada del 1990, les Toy Camera han estat utilitzades majoritàriament amb fins artístics, tant les dissenyades i dirigides a un públic més infantil com ara la Diana, com aquelles dirigides a un públic més general com ara Lomo LC-A, Lubitel o Holga. El seu èxit continua amb força gràcies principalment a una organització que va veure potencial en la idea d'aquest tipus de càmeres: la Lomografia.

## Mercat de les Toy Camera
Aquests dispositius fotogràfics estan fets de plàstic majoritàriament, i els seus colors i la seva aparença fa que siguin com a mínim uns dispositius tant curiosos com atractius. Avui dia no només es poden adquirir els models clàssics, sinó que també hi podem trobar diversos models modernitzats de les Toy Camera clàssiques.
A principis del segle xxi, el portal web de Lomography es va fer popular, ja que va suposar un gran canvi a l'hora de poder adquirir aquest tipus de càmeres per mitjà d'Internet. Tot i que també es poden trobar en botigues físiques, fent així que l'adquisició d'aquests petits dispositius no es limiti a un sol proveïdor.

## Característiques de les Toy Camera
- Velocitats d'obturació i apertures limitades: habitualment aquestes càmeres ofereixen només una velocitat d'obturació (que està compresa entre els 1/25 i 1/125 segons) i una o poques opcions d'apertura de diafragma no gaire lluminoses (entre f8 i f16).
- Vinyetatge: apareix sovint, ja que les lents que aquestes càmeres tenen no estan dissenyades per cobrir tot l'espai destinat a la fotografia que ofereix el negatiu.
- Filtracions de llum: es donen perquè en ser dispositius barats no hi ha un control de qualitat, de manera que sovint els cossos de les càmeres tinguin entrades de llum per forats al cos o a qualsevol element mal muntat de l'objectiu.
- Falta d'enfocament: característica de sèrie, ja que de manera habitual les càmeres pateixen falta de graduació de l'enfocament de fàbrica.
- Alteració dels colors: aquestes càmeres proporcionen imatges molt acolorides on fins i tot es podria trobar alguna alteració cromàtica amb tonalitats de colors saturats. Tot i això el que serà decisiu en la fotografia que obtindrem seran les propietats del carret que s'utilitza.

## Toy Cameras clàssiques i modernes
- Diana, format de pel·lícula de 120, produïda a la dècada dels 60.
- Diana F+, format de pel·lícula de 120 o de 35mm, produïda a partir del segle xxi.
- Holga, càmera xinesa amb un format de pel·lícula de 120, produïda a partir de l'any 1982.
- Holga 135, amb un format de pel·lícula de 35mm.